# سرج ایباکا
سرگئی ایباکا انگوبیلا (اسپانیایی: Serge Jonas Ibaka Ngobila‎؛ زادهٔ ۱۸ سپتامبر ۱۹۸۹) یک بازیکن بسکتبال اهل اسپانیا است. وی عضو تیم تورنتو رپتورز در لیگ آن بی ای است. از باشگاه‌هایی که در آن بازی کرده‌است می‌توان به اکلاهما سیتی تاندر اشاره کرد. وی عضو تیم ملی بسکتبال اسپانیا نیز می‌باشد

## نگارخانه
|  |  |  |